# Patrera procera
Patrera procera is een spinnensoort in de taxonomische indeling van de buisspinnen (Anyphaenidae).
Het dier behoort tot het geslacht Patrera. De wetenschappelijke naam van de soort werd voor het eerst geldig gepubliceerd in 1891 door Eugen von Keyserling.